# Hogyan lopjunk felhőkarcolót?
A Hogyan lopjunk felhőkarcolót? (eredeti cím: Tower Heist) 2011-ben bemutatott amerikai filmvígjáték, melyet Ted Griffin és Jeff Nathanson forgatókönyvéből Brett Ratner rendezett. A főbb szerepekben Ben Stiller, Eddie Murphy, Alan Alda, Casey Affleck, Matthew Broderick, Gabourey Sidibe és Michael Peña látható.
Ez volt Heavy D egyik utolsó szerepe halála előtt, valamint Robert Downey Sr. utolsó filmes szereplése is volt, aki 2011-ben visszavonult, mielőtt 2021. július 7-én meghalt.

## Szereplők
| Színész               | Szereplő          | Magyar hang         |
| --------------------- | ----------------- | ------------------- |
| Ben Stiller           | Josh Kovács       | Kálloy Molnár Péter |
| Eddie Murphy          | Darnell (Tipli)   | Dörner György       |
| Matthew Broderick     | Mr. Fitzhugh      | Lippai László       |
| Casey Affleck         | Charlie Gibbs     | Hevér Gábor         |
| Alan Alda             | Arthur Shaw       | Tordy Géza          |
| Téa Leoni             | Claire Denham     | Bognár Gyöngyvér    |
| Gabourey Sidibe       | Odessa Montero    | Nemes Takách Kata   |
| Michael Peña          | Enrique Dev'reaux | Csőre Gábor         |
| Judd Hirsch           | Mr. Simon         | Szilágyi Tibor      |
| Stephen Henderson     | Lester            | Papp János          |
| Zeljko Ivanek         | Mazin igazgató    | Epres Attila        |
| Juan Carlos Hernández | Manuel            | Koncz István        |
| Marcia Jean Kurtz     | Rose              | Pálos Zsuzsa        |
| Robert Downey Sr.     | Ramos bíró        | Szokolay Ottó       |

## Filmzene
Az összes szám szerzője Christophe Beck. 
| 1.    | Theme From Tower Heist   | 3:30 |
| 2.    | Code Black               | 2:52 |
| 3.    | Shawnfrontation          | 2:07 |
| 4.    | The Germ                 | 1:55 |
| 5.    | Lester's Loss            | 0:58 |
| 6.    | My Little Bitch          | 1:28 |
| 7.    | Macy's Day               | 2:45 |
| 8.    | The Marshall Swindle     | 1:09 |
| 9.    | Right at Rikers          | 0:44 |
| 10.   | Fifty Dollar Thrift Lift | 1:55 |
| 11.   | The Charlie Deception    | 0:55 |
| 12.   | We Go On Snoopy          | 3:00 |
| 13.   | Courthouse Con           | 1:50 |
| 14.   | Grand Theft Auto         | 3:22 |
| 15.   | Gonna Call Ralph         | 1:06 |
| 16.   | Strong Box Situation     | 0:58 |
| 17.   | Shaft Fail               | 0:48 |
| 18.   | Odessa's Cake            | 1:39 |
| 19.   | Arrested                 | 0:53 |
| 20.   | Shawstafari              | 2:42 |
| 21.   | Gold Rush                | 2:09 |
| 22.   | End Titles               | 1:29 |
| 40:00 |                          |      |

## Média kiadás
A Hogyan lopjunk felhőkarcolót? az Amerikai Egyesült Államokban 2012. február 21-én adták ki DVD-n és Blu-rayen. A DVD és a BluRay változat tartalmaz két alternatív befejezést, törölt jeleneteket, valamint a forgatás alatt elkövetett bakikat.